# Pärnu (municipio)
Pärnu (en estonio: Pärnu linn) es un municipio urbano de Estonia, en el condado de Pärnu. Comprende la ciudad de Pärnu y los asentamientos de las antiguas parroquias de Audru, Paikuse y Tõstamaa. Tiene una población de 50,639 habitantes en 2021.

## Asentamientos

### Ciudades
- Pärnu

### Boroughs
- Audru
- Tõstamaa
- Paikuse
- Lavassaare

### Aldeas
- Ahaste
- Alu
- Aruvälja
- Eassalu
- Ermistu
- Jõõpre
- Kabriste
- Kastna
- Kavaru
- Kihlepa
- Kiraste
- Kõima
- Kõpu
- Kärbu
- Lao
- Lemmetsa
- Liiva
- Lindi
- Liu
- Lõuka
- Malda
- Manija
- Marksa
- Männikuste
- Oara
- Papsaare
- Peerni
- Pootsi
- Põhara
- Põldeotsa
- Põlendmaa
- Päraküla
- Rammuka
- Ranniku
- Ridalepa
- Saari
- Saulepa
- Seliste
- Seljametsa
- Silla
- Soeva
- Soomra
- Tammuru
- Tuuraste
- Tõhela
- Tõlli
- Valgeranna
- Vaskrääma
- Värati

## Administración
La administración local está formada por el ayuntamiento y el gobierno municipal. Las elecciones del consejo municipal se celebran cada cuatro años. El número de concejales depende de la población. El número actual de concejales es 39.

## Relaciones internacionales

### Ciudades hermanas
Pärnu está hermanada con:
- Gran, Noruega
- Helsingborg, Suecia
- Jelgava, Lituania
- Ocean City, Estados Unidos
- Oskarshamn, Suecia
- Portsmouth, Estados Unidos
- Šiauliai, Lituania
- Siófok, Hungría
- Södertälje, Suecia
- Vaasa, Finlandia